# Equipo de Copa Hopman de Dinamarca
Dinamarca es una nación que apareció en la Copa Hopman en 2012.
En 2012, Caroline Wozniacki se convirtió en la 24.ª jugadora número uno del mundo en la historia en competir en el torneo.

## Jugadores
Esta es una lista de jugadores que han jugado para Dinamarca en la Copa Hopman.
| Nombre             | Total (V-D) | Singles (V-D) | Dobles (V-D) | Primer año jugado | No. de años jugados |
| ------------------ | ----------- | ------------- | ------------ | ----------------- | ------------------- |
| Caroline Wozniacki | 3–2         | 2-1           | 1–1          | 2012              | 1                   |
| Frederik Nielsen   | 1-4         | 0-3           | 1–1          | 2012              | 1                   |

## Resultados
| Año   | Resultado   | Lugar                | Oponente        | Marcador | Resultado |
| ----- | ----------- | -------------------- | --------------- | -------- | --------- |
| 20121 | Round Robin | Burswood Dome, Perth | Estados Unidos  | 2–1      | Ganó      |
| 20121 | Round Robin | Burswood Dome, Perth | Bulgaria        | 1–2      | Perdió    |
| 20121 | Round Robin | Burswood Dome, Perth | República Checa | 0–2      | Perdió    |

1En el último round robin de 2012 contra la República Checa, no se jugó la eliminatoria de dobles mixtos.